# Chauchigny
Chauchigny é uma comuna francesa na região administrativa de Grande Leste, no departamento de Aube. Estende-se por uma área de 9,72 km². Em 2010 a comuna tinha 239 habitantes (densidade: 24,6 hab./km²).